# Edvard Mikaelian
Edvard Mikaelian (né le 25 mai 1950 à Erevan) est un gymnaste soviétique de nationalité arménienne.
Il remporte la médaille d'argent lors des Championnats du monde par équipes en 1974 après avoir déjà remportée celle des Jeux olympiques de 1972.